# Facelift (álbum)
Facelift é o álbum de estreia da banda de rock americana Alice in Chains, após assinarem contrato com a gravadora Columbia Records, em 1989. Foi lançado em 21 de agosto de 1990 e emplacou a banda ao sucesso antes mesmo de bandas como o Nirvana e Pearl Jam popularizarem o grunge pelo mundo. Facelift foi um marco e está entre os principais discos do movimento grunge, formado por canções cheias de significado latente de emoções e sentimentos, unidos ao instrumental e vocais característicos da banda. As faixas "We Die Young", "Man in the Box", "Sea of Sorrow" e "Bleed the Freak" foram lançadas como singles. "Man In The Box" foi indicada ao Prêmio Grammy de Melhor Performance Hard Rock com Vocais em 1992. Facelift foi o primeiro álbum do movimento grunge a ganhar disco de ouro, sendo depois certificado dupla platina pela RIAA, vendendo 2 milhões de cópias nos Estados Unidos e cerca de 3 milhões de cópias por todo o mundo.

## Antecedentes
Após sua formação em 1987, apresentavam um som glam rock e passaram por modificações quanto ao nome e posteriormente o enfoque da banda, o Alice in Chains já possuía uma base de fãs em Seattle, Washington, e com o crescente interesse de gravadoras pela cena local após bandas como Soundgarden e Mother Love Bone terem assinado contrato, o Alice in Chains logo chamou a atenção.
Em 1989, o grupo entrava em estúdio para gravar seu primeiro álbum, a ser lançado de forma independente. Durante as gravações, foram abordados pelas empresárias Susan Silver e Kelly Curtis que prometeram que consiguiriam suprir as intenções da banda em assinar contrato com uma grande gravadora. Vários representantes de gravadoras vieram a um concerto da banda em que o vocalista Layne Staley os espantou, exceto um: Nick Terzo, da Columbia Records. Pouco depois a banda assinava com a gravadora e entrava em estúdio para gravar seu álbum de estreia.

## Promoção e lançamento
O título original do álbum era "Gash", que foi recusado por parte da gravadora. Então, foi escolhido o nome "Facelift" devido ao fato de muitas das canções escritas pelo Alice in Chains anteriores a gravação do álbum terem sido excluídas no estúdio e sucedidas por canções que se distinguiam drasticamente em estilo àquelas originalmente planejadas para o álbum.

## Arte da capa
Em uma entrevista da época, Jerry Cantrell comentou que o conceito original para a arte de capa era de um embrião, representando o nascimento da banda com seu primeiro álbum, mas a ideia foi deixada de lado. Um embrião seria anos mais tarde a capa para a primeira coletânea da banda, Nothing Safe: The Best of the Box (1999).

## Recepção
Facelift foi o primeiro álbum grunge a chegar ao Top 50 nos Estados Unidos, e o segundo (após Louder Than Love do Soundgarden) a chegar ao número 1 no Heatseekers, graças principalmente aos hits "We Die Young" e "Man in the Box".

## Faixas
1. "We Die Young" (Cantrell) – 2:32
2. "Man in the Box" (Staley/Cantrell) – 4:46
3. "Sea of Sorrow" (Cantrell) – 5:49
4. "Bleed the Freak" (Cantrell) – 4:01
5. "I Can't Remember" (Staley/Cantrell) – 3:42
6. "Love, Hate, Love" (Staley/Cantrell) – 6:26
7. "It Ain't Like That" (Cantrell/Starr/Kinney) – 4:37
8. "Sunshine" (Cantrell) – 4:44
9. "Put You Down" (Cantrell) – 3:16
10. "Confusion" (Staley/Cantrell/Starr) – 5:44
11. "I Know Somethin' ('Bout You)" (Cantrell) – 4:21
12. "Real Thing" (Cantrell/Staley) – 4:03

### Bonus VHS
1. " Man In The Box
2. " Real Thing
3. " Love Hate Love
4. " Sea Of Sorrow
5. " Bleed The Freak
6. " We Die Young - Video
7. " Man In The Box - Video

#### Outtakes
- "Killing Yourself" (incluída no single EP "We Die Young")==

## Créditos

### Banda
- Layne Staley - vocais
- Jerry Cantrell - guitarra e vocal de apoio
- Mike Starr - baixo e vocal de apoio na faixa "Confusion"
- Sean Kinney - bateria e percussão

### Técnico de Produção
- Dave Jerden - produção, gravação e mixagem[2]
- Peter Fletcher - gerência de produto
- Kelly Curtis - gerência
- Susan Silver - gerência
- Nick Terzo - A&R

## Posições nas paradas

### Álbum
| Ano  | Parada                | Posição |
| ---- | --------------------- | ------- |
| 1991 | Billboard Heatseekers | 1       |
| 1991 | Billboard Top 200     | 42      |

### Singles
| Ano  | Single           | Parada                 | Posição |
| ---- | ---------------- | ---------------------- | ------- |
| 1992 | "Man in the Box" | Mainstream Rock Tracks | 18      |
| 1992 | "Sea of Sorrow"  | Mainstream Rock Tracks | 27      |